# Edda Garðarsdóttir
Edda Garðarsdóttir, född 15 juli 1979, är en isländsk före detta fotbollsspelare. Hon har bland annat spelat för den svenska klubben KIF Örebro och för Islands landslag. 

## Meriter
- Isländsk mästare: 6 gånger
- Isländsk cupmästare: 5 gånger

### Utmärkelser
- Uttagen i isländska högstaligans "Pressens lag": 2004, 2005, 2007 och 2008
- Årets spelare i KR Reykjavik: 2004
- Årets spelare i Breiðablik: 2005 och 2006